# Оріхівська міська територіальна громада
Оріхівська міська громада — територіальна громада в Україні, у Пологівському районі Запорізької області. Адміністративний центр — місто Оріхів.
Площа громади — 345,10 км², населення — 18 972 мешканці (2020).

## Історія
Громада утворена 11 листопада 2016 року шляхом об'єднання Оріхівської міської ради та Копанівської, Мирненської, Нестерянської, Новоандріївської, Новоданилівської, Новопавлівської сільських рад Оріхівського району.
19 липня 2020 року, в результаті адміністративно-територіальної реформи та ліквідації Оріхівського району, громада увійшла до складу Пологівського району.

## Населені пункти
До складу громади входять місто Оріхів та 7 сіл: Копані, Мирне, Нестерянка, Новоандріївка, Новоданилівка, Новопавлівка та Щербаки.